# Wojciech Barycz
Wojciech Bartłomiej Barycz (ur. 13 kwietnia 1984 w Mikołowie) – polski koszykarz grający na pozycji silnego skrzydłowego lub środkowego.
W 2006 rozegrał trzy spotkania w barwach Minnesoty Timberwolves, podczas letniej ligi NBA w Las Vegas.
12 czerwca 2015 został zawodnikiem TS GKS Tychy. 17 lipca 2017 podpisał umowę z II-ligowym zespołem Weegree AZS KU Politechniki Opolskiej.

## Osiągnięcia
Na podstawie, o ile nie zaznaczono inaczej.
Drużynowe
- Awans do PLK z Siarką Tarnobrzeg (2010)

Indywidualne
- Zaliczony do I składu II ligi grupy D (2018)[5]
- Uczestnik meczu wschodzących gwiazd Nike Hoop Summit (2004)
- Lider I ligi w skuteczności rzutów za 3 punkty (2016 – 44,8%)[6]

Reprezentacja
- Uczestnik:
  - mistrzostw Europy:
    - U–18 (2002 – 8. miejsce)
    - U–16 (1999 – 10. miejsce)

  - kwalifikacji mistrzostw Europy:
    - U–20 (2002, 2004)
    - U–18 (2000)